# 산타아나주

산타아나 주의 위치

산타아나주(스페인어: Santa Ana)는 엘살바도르 북서부에 위치한 주로 주도는 산타아나이며 면적은 2,023km2, 인구는 572,081명(2013년 기준)이다. 13개 지방 자치체를 관할한다.